# دیمیتار آتاناسوف (بازیکن فوتبال)
دیمیتار آتاناسوف (بلغاری: Димитър Атанасов؛ زادهٔ ۲۶ آوریل ۱۹۹۹) بازیکن فوتبال اهل بلغارستان است.